# ウェストチェスター郡 (ニューヨーク州)
ウェストチェスター郡（英: Westchester County）は、アメリカ合衆国ニューヨーク州ニューヨーク市の北にある郡。人口は100万4457人（2020年）。郡庁所在地はホワイト・プレインズ。

## 地理
ウェストチェスター郡はニューヨーク州の南東部に位置している。ウェストチェスター郡は一般的に北部と南部に分けられ、北部は田園風景が広がっているのに対し、南部はマンハッタンのベッドタウンとなっている。ライやスカースデールは全米屈指の高級住宅街として知られている）。
ウェストチェスターとマンハッタンは最短では約3キロしか離れていない。鉄道がよく整備されているため、自家用車を持たない世帯も珍しくない。

## 歴史
ヨーロッパ人到来以前、この地域に住んでいたアメリカ先住民はアルゴンキン族である。彼らの住居は組み立て式であり、季節に応じて移動していたと考えられている。最初に定住を試みたヨーロッパ人はオランダ人でイギリス人が続いた。このため郡内の地名はアルゴンキン由来、オランダ由来、イギリス由来が多い。

## 日本との関係
メトロノース鉄道ハーレム線などによりマンハッタンへの交通の便が良いうえ、治安も比較的良好なことから、日本企業の駐在員が多く在住する。このため、近辺にはあらゆるジャンルの日本食レストランをはじめ、日系スーパー、書店等、日本人学校や日本人向けの店舗・施設も充実しており、「ミニ日本人街」と呼べるようなエリアを形成している。
郡内には、主に在外邦人子弟の教育を目的に1990年（平成2年）に設立された学校、慶應義塾ニューヨーク学院もある。

## 都市

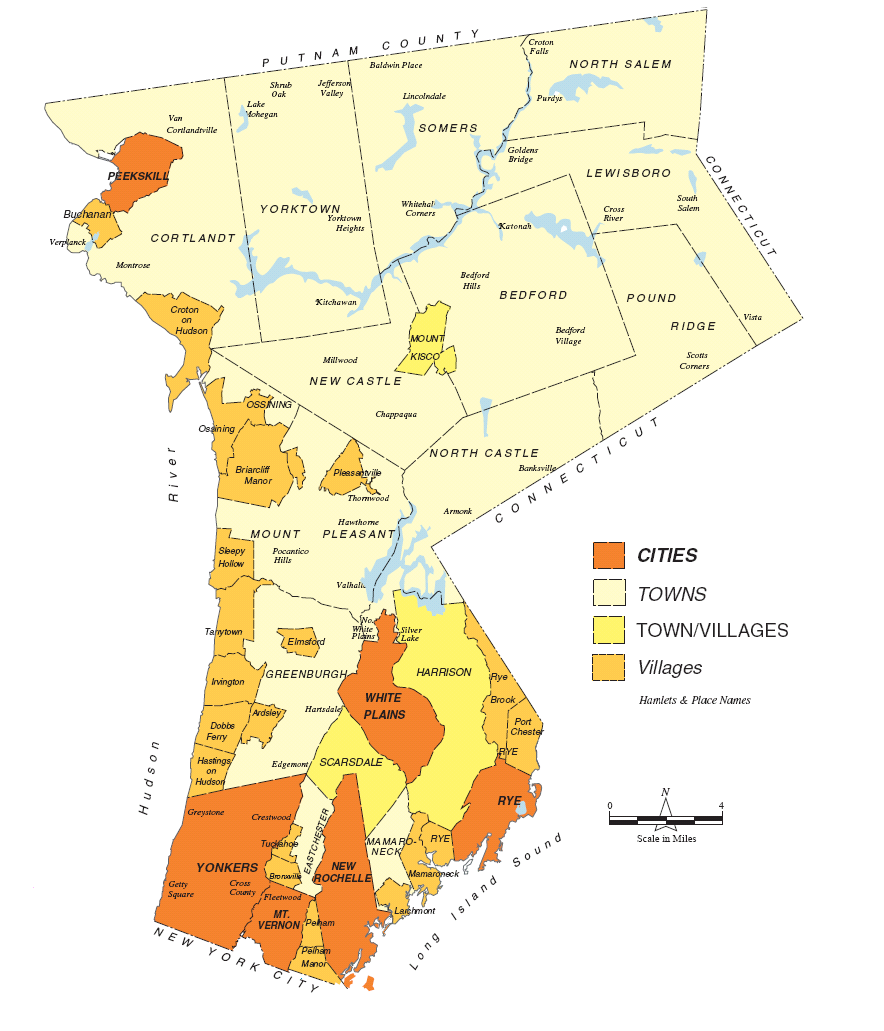
ウェストチェスター郡の市町村

### 市
- ヨンカーズ
- ニューロシェル
- マウント・バーノン
- ホワイト・プレインズ（郡庁所在地）
- ピークスキル
- ライ

### 町村
- ハリソン
- スカースデイル
- ママロネック
  - ママロネック村
  - ラーチモント
- イーストチェスター
  - ブロンクスビル
  - タカホー
- オシニング
  - ブライアクリフマナー
  - オシニング村
- グリーンバーグ
  - タリータウン
  - アーズレイ
  - ドブス・フェリー
  - エルムスフォード
  - ヘイスティングス・オン・ハドソン
  - アービントン
- マウントプレザント
  - スリーピー・ホロウ
  - プレザントビル
- ニューキャッスル
  - チャパクア
- ノースキャッスル
  - アーモンク
- コートラント
  - ブキャナン
  - クロトン・オン・ハドソン
- ヨークタウン
- ライ町

## 交通
- メトロノース鉄道：ハドソン線、ハーレム線、ニューヘイブン線を運行している。
- ビーラインバスシステム：路線バスを運行している。
- ニューヨーク・ステート・スルーウェイおよびクロスウェスチェスター高速道路：郡を東西に貫いて走っている。
- TOR（トランスポート・オブ・ロックランド）：ハドソン川を挟んで西にあるロックランド郡とウェストチェスター郡をタッパン・ジー・ブリッジを通り結んでいる。
- ウェストチェスター郡空港：ハリソンにある地方空港。
- ニューヨーク・ウォーターウェイ（NY Waterway）：オシニングとロックランド郡のハベストローをフェリーで連絡している。